# عمال الياقات الوردية

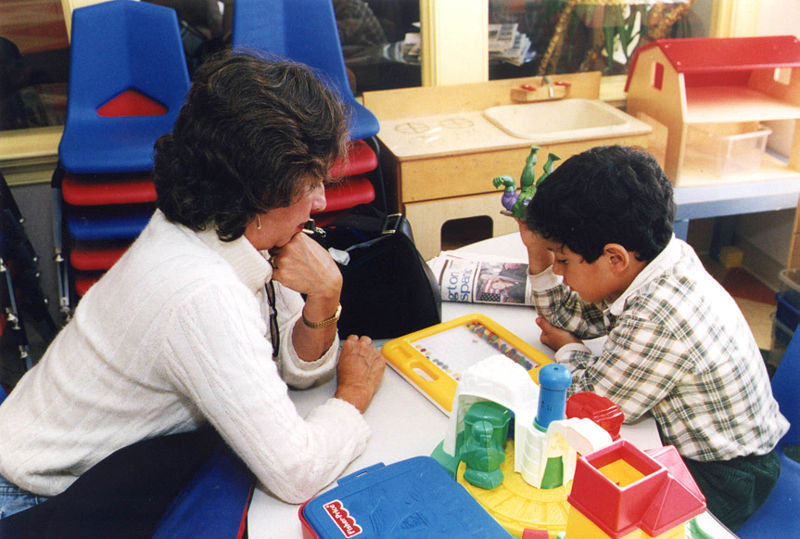

عامل الياقة الوردية هو مصطلح يشير إلى الشخص الذي يعمل في مجال الرعاية أو في وظائف تعتبر تاريخيا من عمل المرأة، وقد يشمل ذلك وظائف في صناعة التجميل، والتمريض ، والتدريس ، وأعمال السكرتارية، أو رعاية الأطفال . وفي حين أن هذه الوظائف يمكن أن يشغلها الرجال أيضا ، فإنها عادة ما تهيمن عليها النساء، وقد تكون أجورها أقل بكثير من وظائف الياقات البيضاء أو ذوي الياقات الزرقاء.